# Bogra
Bogra (Bengali: বগুড়া) è una città del Bangladesh appartenente alla divisione di Rajshahi.